# Ráckevei járás
A Ráckevei járás Pest vármegyéhez tartozó járás Magyarországon, amely 2013-ban jött létre. Székhelye Ráckeve. Területe 417,05 km², népessége 36 120 fő, népsűrűsége pedig 87 fő/km² volt 2013. elején. 2022. december 28-án két város (Kiskunlacháza, Ráckeve) és kilenc község tartozott hozzá.
A Ráckevei járás a járások 1983. évi megszüntetése előtt is létezett, ezen a néven 1898-tól. Korábbi neve Pesti alsó járás volt, melynek székhelye az állandó járási székhelyek kijelölése (1886) óta mindig Ráckeve volt. Az 1950-es megyerendezésig Pest-Pilis-Solt-Kiskun vármegyéhez, azután pedig Pest megyéhez tartozott.

## Települései
| Település         | Rang (2013. július 15.) | Közös hivatal | Kistérség (2013. január 1.) | Népesség (2013. január 1.) | Terület (km²) |
| ----------------- | ----------------------- | ------------- | --------------------------- | -------------------------- | ------------- |
| Ráckeve           | járásszékhely város     |               | Ráckevei                    | 9 965                      | 64,09         |
| Dömsöd            | nagyközség              |               | Ráckevei                    | 5 795                      | 72,42         |
| Kiskunlacháza     | város                   |               | Ráckevei                    | 8 855                      | 93,5          |
| Apaj              | község                  | Áporka        | Ráckevei                    | 1 224                      | 71,04         |
| Áporka            | község                  | Áporka        | Ráckevei                    | 1 121                      | 17,47         |
| Lórév             | község                  | Szigetbecse   | Ráckevei                    | 292                        | 9,88          |
| Makád             | község                  | Szigetbecse   | Ráckevei                    | 1 192                      | 31,77         |
| Szigetbecse       | község                  | Szigetbecse   | Ráckevei                    | 1 304                      | 17,12         |
| Szigetcsép        | község                  |               | Ráckevei                    | 2 282                      | 18,2          |
| Szigetszentmárton | község                  |               | Ráckevei                    | 2 133                      | 10,73         |
| Szigetújfalu      | község                  |               | Ráckevei                    | 1 957                      | 10,83         |

## Története
A Ráckevei járás elődje a 19. század végén az addigi (Alsódabas székhelyű) Pesti alsó és (Ráckeve székhelyű) Pilisi alsó járás egyes részeiből létrejött Pesti alsó járás volt. Ennek 1886-tól, amikor törvény alapján a vármegyéknek állandó járási székhelyeket kellett kijelölniük, Ráckeve volt a székhelye.
A 20. század elején a Budapest körüli települések egyre erőteljesebb növekedése miatt több járás népessége megközelítette vagy el is érte a százezer főt, ezért három új járást szerveztek Pest-Pilis-Solt-Kiskun vármegyében, az 1911-ben létrejött Kispesti járáshoz csatolták át a Ráckevei járás négy községét. Ezután a járás területe még egyszer változott jelentősen, amikor 1924-ben idecsatolták a Dunavecsei járástól Dabot és Dömsödöt.
Az 1950-es megyerendezés során a Ráckevei járás Pest megyéhez került. Az ezzel egyidőben megszűnő Központi járás egyetlen megmaradt községét, Dunaharasztit visszacsatolták ide. Ezt követően a járás területe megszűnéséig, 1983 végéig nem változott.
1984. január 1-jével új közigazgatási beosztás jött létre Magyarországon. A járások megszűntek és a megyék város- és nagyközségkörnyékekre oszlottak. Ráckeve és Szigetszentmiklós városi jogú nagyközség lett, és a megszűnt Ráckevei járás helyét a Ráckevei és a Szigetszentmiklósi nagyközségkörnyék vette át.

### Községei 1898 és 1983 között
Az alábbi táblázat felsorolja a Ráckevei járáshoz tartozott községeket, bemutatva, hogy mikor tartoztak ide, és hogy hova tartoztak megelőzően, illetve később.
| Község            | Mikortól | Honnan                                  | Meddig | Hova                                    |
| ----------------- | -------- | --------------------------------------- | ------ | --------------------------------------- |
| Áporka            | 1898     | Pesti alsó járásból                     | 1983   | Ráckevei nagyközségkörnyékhez           |
| Csepel            | 1898     | Pesti alsó járásból                     | 1911   | Kispesti járáshoz                       |
| Dab               | 1924     | Dunavecsei járásból                     | 1938   | Dömsödhöz csatolták                     |
| Délegyháza        | 1950     | Bugyi, Dabas és Kiskunlacháza határából | 1983   | Ráckevei nagyközségkörnyékhez           |
| Dömsöd            | 1924     | Dunavecsei járásból                     | 1983   | Ráckevei nagyközségkörnyékhez           |
| Dunaharaszti      | 1898     | Pesti alsó járásból                     | 1911   | Kispesti járáshoz                       |
| Dunaharaszti      | 1950     | Központi járásból                       | 1983   | Szigetszentmiklósi nagyközségkörnyékhez |
| Dunavarsány       | 1947     | Taksony határából                       | 1983   | Ráckevei nagyközségkörnyékhez           |
| Erzsébetfalva     | 1898     | Pesti alsó járásból                     | 1911   | Kispesti járáshoz                       |
| Halásztelek       | 1950     | Tököl határából                         | 1983   | Szigetszentmiklósi nagyközségkörnyékhez |
| Kiskunlacháza     | 1898     | Pesti alsó járásból                     | 1983   | Ráckevei nagyközségkörnyékhez           |
| Lórév             | 1898     | Pesti alsó járásból                     | 1983   | Ráckevei nagyközségkörnyékhez           |
| Majosháza         | 1898     | Pesti alsó járásból                     | 1983   | Ráckevei nagyközségkörnyékhez           |
| Makád             | 1898     | Pesti alsó járásból                     | 1983   | Ráckevei nagyközségkörnyékhez           |
| Pereg             | 1898     | Pesti alsó járásból                     | 1950   | Kiskunlacházához csatolták              |
| Ráckeve           | 1898     | Pesti alsó járásból                     | 1983   | városi jogú nagyközséggé alakult        |
| Soroksár          | 1898     | Pesti alsó járásból                     | 1911   | Kispesti járáshoz                       |
| Szigetbecse       | 1898     | Pesti alsó járásból                     | 1983   | Ráckevei nagyközségkörnyékhez           |
| Szigetcsép        | 1898     | Pesti alsó járásból                     | 1983   | Ráckevei nagyközségkörnyékhez           |
| Szigethalom       | 1950     | Tököl határából                         | 1983   | Szigetszentmiklósi nagyközségkörnyékhez |
| Szigetszentmárton | 1898     | Pesti alsó járásból                     | 1983   | Ráckevei nagyközségkörnyékhez           |
| Szigetszentmiklós | 1898     | Pesti alsó járásból                     | 1983   | városi jogú nagyközséggé alakult        |
| Szigetújfalu      | 1898     | Pesti alsó járásból                     | 1983   | Ráckevei nagyközségkörnyékhez           |
| Taksony           | 1898     | Pesti alsó járásból                     | 1983   | Szigetszentmiklósi nagyközségkörnyékhez |
| Tököl             | 1898     | Pesti alsó járásból                     | 1983   | Szigetszentmiklósi nagyközségkörnyékhez |

### Történeti adatai
Az alábbi táblázat a Ráckevei járás területének és népességének változását mutatja be. Az egyes sorok a járás területi változásait mutatják be, az első rovatban megjelölve, mely időszakban érvényes terület adatai találhatók az adott sorban.
A következő rovat a járás területnagyságát mutatja az adott időszakban. A további rovatok az adott időszakban érvényes határok között az oszlopfejlécben jelzett népszámlálás adatai szerint talált népességszámot adják meg ezer főre kerekítve.
Az eltérő színezéssel kijelölt adatok mutatják meg az egyes népszámlálásokkor érvényes közigazgatási beosztásnak megfelelő adatokat.
| Területi beosztás | Terület | 1890-ben | 1900-ban | 1910-ben | 1920-ban | 1930-ban | 1941-ben | 1960-ban   | 1970-ben   | 1980-ban   | 2001-ben |
| ----------------- | ------- | -------- | -------- | -------- | -------- | -------- | -------- | ---------- | ---------- | ---------- | -------- |
| 1898–1911 között  | 551 km² | 43       | 62       | 93       | 113      | 160      | 207      | nincs adat | nincs adat | nincs adat | 298      |
| 1911–1924 között  | 447 km² | 27       | 30       | 35       | 36       | 39       | 43       | 55         | 67         | 80         | 95       |
| 1924–1950 között  | 593 km² | 31       | 35       | 40       | 42       | 45       | 49       | 67         | 74         | 87         | 102      |
| 1950–1983 között  | 628 km² | 33       | 38       | 44       | 48       | 53       | 59       | 74         | 90         | 104        | 118      |

1. ↑  a Budapesthez csatolt települések népességének alakulása nem követhető, mert a kerülethatárok nem esnek egybe ezek egykori határaival